# Distaplia garstangi
Distaplia garstangi is een zakpijpensoort uit de familie van de Holozoidae. De wetenschappelijke naam van de soort is voor het eerst geldig gepubliceerd in 1947 door Berrill.